# Paris Is Burning
"Paris Is Burning" − drugi singel promujący debiutancki album studyjny nowozelandzkiej wokalistki pop-rockowej Ladyhawke zatytułowany, po prostu, Ladyhawke.

## Pozycje na listach przebojów
| Notowanie (2008/2009)                   | Najwyższa pozycja |
| --------------------------------------- | ----------------- |
| Belgian Singles Chart (Region Waloński) | 5                 |
| Australian Singles Chart                | 26                |
| New Zealand Singles Chart               | 40                |
| UK Singles Chart                        | 47                |
| U.S. Billboard Global Dance Tracks      | 33                |